# 방치형 게임

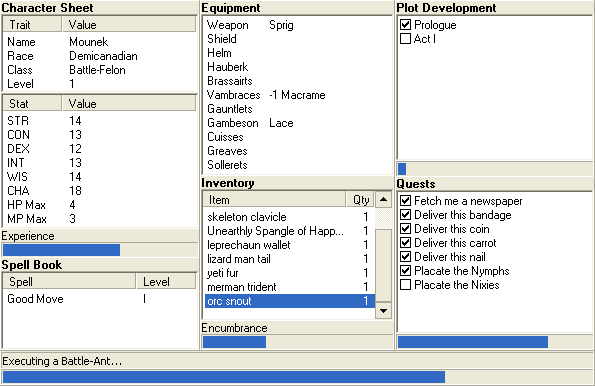
프로그레스 퀘스트(2002년)는 최초의 유휴 게임으로 간주된다.

방치형 게임 혹은 클리커 게임(clicker Game)은 모바일 게임의 특성 중 하나로, 자동사냥 뿐만 아니라 게임 플레이와 성장이 자동으로 가능한 게임을 말한다.
플레이어가 화면을 반복적으로 클릭하는 것과 같은 간단한 작업을 수행하는 게임 플레이로 구성된 비디오 게임이다. 그라인딩(grinding) 과정을 거쳐 플레이어가 통화 획득률을 높이는 데 사용할 수 있는 게임 내 통화를 얻는다. 일부 게임에서는 플레이어가 없는 경우를 포함하여 게임 자체가 플레이되기 때문에 어떤 시점에서는 클릭조차 필요하지 않게 되므로 유휴 게임(idle game)이라는 별명이 붙는다.